# Clossiana sibirica
Clossiana sibirica är en fjärilsart som beskrevs av Nicolas Grigorevich Erschoff 1870. Clossiana sibirica ingår i släktet Clossiana och familjen praktfjärilar. Inga underarter finns listade i Catalogue of Life.